# Список глав правительства КНДР
Список глав правительства Корейской Народно-Демократической Республики включает лиц, возглавлявших правительство КНДР с момента провозглашения независимости страны на севере Корейского полуострова в 1948 году.
В настоящее время главой правительства является Премьер Кабинета Корейской Народно-Демократической Республики (кор. 조선민주주의인민공화국 내각 수상).
Корейское имя персоналий передаётся фонетическим письмом хангыль, а при кириллизации системой Концевича рекомендуется использовать слитное написание двусложных имён и фамилий. Однако в силу сложившейся традиции в списке использовано раздельное их написание (например, Ким Ир Сен вместо Ким Ирсен).
Использованная в первом столбце таблиц нумерация является условной; также условным является использование в первом столбце цветовой заливки, служащей для упрощения восприятия принадлежности лиц к Трудовой партии Кореи без необходимости обращения к столбцу, отражающему партийную принадлежность. В столбце «Выборы» отражены состоявшиеся выборные процедуры, сформировавшие состав парламента, утвердившего состав правительства или поддержавшего его.

## Список
После провозглашения независимости Корейской Народно-Демократической Республики (кор. 조선민주주의인민공화국) 9 сентября 1948 года на территории полуострова, подконтрольной СССР, главой правительства стал действующий председатель Народного комитета Ким Ир Сен; принята Конституция. К концу года советские войска выведены из страны. В июне 1950 года Корейская народная армия начала наступление на юг, овладев столицей Южной Кореи. До 1953 года Северная Корея вела боевые действия с переменным успехом, 27 июня подписано мирное соглашение, завершившее войну. Результатом войны стали значительные человеческие потери и уничтожение большинства промышленных предприятий страны.
Одной из первостепенных задач правительства было восстановление хозяйства. Разработан план развития экономики, выполненный в 1956 году восстановлением довоенного уровня производства. Значительной была помощь СССР, выдававшего безвозмездные кредиты. В декабре 1972 года была принята новая конституция, вводившая пост президента КНДР как главы государства. Им был избран Ким Ир Сен. Ким разработал «чучхе» — идеологию, позже ставшую государственной.
|            | Портрет          | Имя (годы жизни)                                                    | Полномочия      | Полномочия       | Партия                | Выборы                                                                                              | Наименование должности                                                                                                | Пр.    |
| Начало     | Портрет          | Имя (годы жизни)                                                    | Окончание       |                  | Партия                | Выборы                                                                                              | Наименование должности                                                                                                | Пр.    |
| ---------- | ---------------- | ------------------------------------------------------------------- | --------------- | ---------------- | --------------------- | --------------------------------------------------------------------------------------------------- | --- | ------ |
| 1 (I—IV)   |                  | Ким Ир Сен (1912—1994) кор. 김일성 (урожд. Ким Сон Чжу кор. 김성주) | 9 сентября 1948 | 20 сентября 1957 | Трудовая партия Кореи | 1948                                                                                                | Премьер Кабинета Корейской Народно-Демократической Республики кор. 조선민주주의인민공화국 내각 수상                   | [ 5 ]  |
| 1 (I—IV)   | 20 сентября 1957 | Ким Ир Сен (1912—1994) кор. 김일성 (урожд. Ким Сон Чжу кор. 김성주) | 22 октября 1962 | 1957             | Трудовая партия Кореи | | Премьер Кабинета Корейской Народно-Демократической Республики кор. 조선민주주의인민공화국 내각 수상                   | [ 5 ]  |
| 1 (I—IV)   | 22 октября 1962  | Ким Ир Сен (1912—1994) кор. 김일성 (урожд. Ким Сон Чжу кор. 김성주) | 14 декабря 1967 | 1962             | Трудовая партия Кореи | | Премьер Кабинета Корейской Народно-Демократической Республики кор. 조선민주주의인민공화국 내각 수상                   | [ 5 ]  |
| 1 (I—IV)   | 14 декабря 1967  | Ким Ир Сен (1912—1994) кор. 김일성 (урожд. Ким Сон Чжу кор. 김성주) | 28 декабря 1972 | 1967             | Трудовая партия Кореи | | Премьер Кабинета Корейской Народно-Демократической Республики кор. 조선민주주의인민공화국 내각 수상                   | [ 5 ]  |
| 2          |                  | Ким Ир (1910—1984) кор. 김일                                        | 28 декабря 1972 | 29 апреля 1976   | Трудовая партия Кореи | 1972                                                                                                | Премьер Административного совета Корейской Народно-Демократической Республики кор. 조선민주주의인민공화국 정무원 총리 | [ 6 ]  |
| 3          |                  | Пак Сон Чхоль (1913—2008) кор. 박성철                               | 29 апреля 1976  | 15 декабря 1977  | Трудовая партия Кореи | 1972                                                                                                | Премьер Административного совета Корейской Народно-Демократической Республики кор. 조선민주주의인민공화국 정무원 총리 | [ 7 ]  |
| 4          |                  | Ли Чжон Ок (1916—1999) кор. 이종옥                                  | 15 декабря 1977 | 27 января 1984   | Трудовая партия Кореи | 1977                                                                                                | Премьер Административного совета Корейской Народно-Демократической Республики кор. 조선민주주의인민공화국 정무원 총리 | [ 8 ]  |
| 5 (I)      |                  | Кан Сон Сан (1931—1997) кор. 강성산                                 | 27 января 1984  | 29 декабря 1986  | Трудовая партия Кореи | 1977                                                                                                | Премьер Административного совета Корейской Народно-Демократической Республики кор. 조선민주주의인민공화국 정무원 총리 | [ 9 ]  |
| 6          |                  | Ли Гын Мо (1926—2001) кор. 리근모                                   | 29 декабря 1986 | 12 декабря 1988  | Трудовая партия Кореи | 1986                                                                                                | Премьер Административного совета Корейской Народно-Демократической Республики кор. 조선민주주의인민공화국 정무원 총리 | [ 10 ] |
| 7 (I—II)   |                  | Ён Хён Мук (1931—2005) кор. 연형묵                                  | 12 декабря 1988 | 24 мая 1990      | Трудовая партия Кореи | 1986                                                                                                | Премьер Административного совета Корейской Народно-Демократической Республики кор. 조선민주주의인민공화국 정무원 총리 | [ 11 ] |
| 7 (I—II)   | 24 мая 1990      | Ён Хён Мук (1931—2005) кор. 연형묵                                  | 11 декабря 1992 | 1990             | Трудовая партия Кореи | | Премьер Административного совета Корейской Народно-Демократической Республики кор. 조선민주주의인민공화국 정무원 총리 | [ 11 ] |
| 5 (II)     |                  | Кан Сон Сан (1931—1997) кор. 강성산                                 | 11 декабря 1992 | 1990             | Трудовая партия Кореи | 21 февраля 1997                                                                                     | Премьер Административного совета Корейской Народно-Демократической Республики кор. 조선민주주의인민공화국 정무원 총리 | [ 9 ]  |
| и. о.      |                  | Хон Сон Нам (1929—2009) кор. 홍성남                                 | 21 февраля 1997 | 1990             | Трудовая партия Кореи | 5 сентября 1998                                                                                     | Премьер Административного совета Корейской Народно-Демократической Республики кор. 조선민주주의인민공화국 정무원 총리 | [ 12 ] |
| 8          | 5 сентября 1998  | Хон Сон Нам (1929—2009) кор. 홍성남                                 | 3 сентября 2003 | 1998             | Трудовая партия Кореи | Премьер Кабинета Корейской Народно-Демократической Республики кор. 조선민주주의인민공화국 내각 수상 | | [ 12 ] |
| 9 (I)      |                  | Пак Пон Джу (1939—) кор. 박봉주                                     | 3 сентября 2003 | 11 апреля 2007   | Трудовая партия Кореи | Премьер Кабинета Корейской Народно-Демократической Республики кор. 조선민주주의인민공화국 내각 수상 | 2003 | [ 13 ] |
| 10 (I—II)  |                  | Ким Ён Иль (1944—) кор. 김영일                                      | 11 апреля 2007  | 9 апреля 2009    | Трудовая партия Кореи | Премьер Кабинета Корейской Народно-Демократической Республики кор. 조선민주주의인민공화국 내각 수상 | 2003 | [ 14 ] |
| 10 (I—II)  | 9 апреля 2009    | Ким Ён Иль (1944—) кор. 김영일                                      | 7 июня 2010     | 2009             | Трудовая партия Кореи | Премьер Кабинета Корейской Народно-Демократической Республики кор. 조선민주주의인민공화국 내각 수상 | | [ 14 ] |
| 11         |                  | Чхве Ён Рим (1930—) кор. 최영림                                     | 7 июня 2010     | 2009             | Трудовая партия Кореи | Премьер Кабинета Корейской Народно-Демократической Республики кор. 조선민주주의인민공화국 내각 수상 | 1 апреля 2013 | [ 15 ] |
| 9 (II—III) |                  | Пак Пон Джу (1939—) кор. 박봉주                                     | 1 апреля 2013   | 2009             | Трудовая партия Кореи | Премьер Кабинета Корейской Народно-Демократической Республики кор. 조선민주주의인민공화국 내각 수상 | 9 апреля 2014 | [ 13 ] |
| 9 (II—III) | 9 апреля 2014    | Пак Пон Джу (1939—) кор. 박봉주                                     | 11 апреля 2019  | 2014             | Трудовая партия Кореи | Премьер Кабинета Корейской Народно-Демократической Республики кор. 조선민주주의인민공화국 내각 수상 | | [ 13 ] |
| 12         |                  | Ким Джэ Рён (1959—) кор. 김재룡                                     | 11 апреля 2019  | 13 августа 2020  | Трудовая партия Кореи | Премьер Кабинета Корейской Народно-Демократической Республики кор. 조선민주주의인민공화국 내각 수상 | 2019 | [ 16 ] |
| 13         |                  | Ким Док Хун (1961—) кор. 김덕훈                                     | 13 августа 2020 | 29 декабря 2024  | Трудовая партия Кореи | Премьер Кабинета Корейской Народно-Демократической Республики кор. 조선민주주의인민공화국 내각 수상 | 2019 | [ 17 ] |
| 14         |                  | Пак Тхэ Сон (1955—) кор. 박태성                                     | 29 декабря 2024 | действующий      | Трудовая партия Кореи | Премьер Кабинета Корейской Народно-Демократической Республики кор. 조선민주주의인민공화국 내각 수상 | 2019 | [ 18 ] |